# 白日の鴉
『白日の鴉』（はくじつのからす）は、福澤徹三の小説。『小説宝石』に2014年6月号から2015年9月号まで連載された。
2018年と2020年、テレビ朝日でテレビドラマ化された（後述）。

## テレビドラマ
テレビ朝日でドラマ化され、2018年1月11日の20:00 - 21:48（JST）に第1弾を、続編第2作を『白日の鴉2』と題し、2020年5月10日の21:00 - 23:04に、「日曜プライム」枠で放送した。主演は伊藤淳史。
第1弾は、容疑をかけられたサラリーマン、それを救おうとする新米警官と弁護士の痴漢冤罪との闘いを、第2弾は『晩夏の向日葵 弁護人 五味陣介』を原作に、振り込め詐欺を題材にしたドラマである。

### キャスト

#### 主要キャスト
新田真人
演 - 伊藤淳史
経歴：警視庁武蔵野中央警察署羽野駅前交番（第1作）
→ 警視庁武蔵野中央警察署羽野南交番（第2作）
新人警察官。友永の逮捕が初手柄となる。だが、痴漢の被害者と目撃者が一緒にいるところを目撃し、事件を疑う。
五味陣介
演 - 寺尾聰
かつては腕利きと鳴らした弁護士。現在は独り身の団地暮らし（部屋は201号室）で年金と国選弁護に頼った生活をしている。警察関係者からは“ゴミジン”と呼ばれている。初期の胃癌を患っている。
新田から、第1作は痴漢冤罪の被害者の友永孝、第2作はオレオレ詐欺の受け子をした立花康平の弁護を頼まれる。

#### 警察関係者
楢崎和彦
演 - 戸田昌宏
経歴：警視庁武蔵野中央警察署羽野駅前交番 所長（第1作）
→ 警視庁武蔵野中央警察署刑事課（第2作）
所長（ハコ長）。警部補。第2作は刑事になっている。刑事になってからも新田に対し偉そうな態度を取っている。
福地信夫
演 - 三浦誠己
経歴：警視庁武蔵野中央警察署羽野駅前交番（第1作）
→ 警視庁武蔵野中央警察署羽野南交番 所長（第2作）
巡査部長。第2作はハコ長になっている。
石亀清
演 - 斉藤暁
経歴：警視庁武蔵野中央警察署羽野駅前交番（第1作）
→ 警視庁武蔵野中央警察署羽野南交番（第2作）
巡査長。新田に対し協力的。

#### その他
森光理奈
演 - 福田沙紀
明立大学病院の看護師。新田の恋人。第2作は新田に頼まれ、オレオレ詐欺グループの情報を掴むため、キャバクラに体験のホステスとして潜入捜査する。
田上絹代
演 - 小貫加恵
五味と同じ団地の301号室に住んでいる老女。猫を飼っている。
第2作でオレオレ詐欺にひっかかりそうになるが、新田と石亀により未然に防いでもらう。

#### ゲスト
第1作
- 友永孝（天栄製薬 MR・痴漢冤罪の被害者） - 遠藤憲一
- 春乃沙紀（孔教大学 学生・痴漢被害者） - 逢沢りな
- 中迫達郎（バー「アルバトロス」オーナー・痴漢目撃者） - 姜暢雄
- 友永麻有子（友永の妻・名古屋在住） - 相築あきこ
- 氷高（検事） - 小松利昌
- 須本直樹（玉蔵病院 医師） - 桜井聖
- 警視庁武蔵野中央警察署 刑事 - 山上賢治
- 長谷川学（当番弁護士） - 隈部洋平
- 井垣（警視庁武蔵野中央警察署 刑事） - 寿大聡
- 玉蔵病院 看護師長 - 増子倭文江
- 須本（直樹の母） - 冨田恵子
- 明立大学病院看護師寮の寮母 - 兎本有紀
- 天栄製薬 所長 - 樋渡真司
- 裁判長 - 筒井巧
- 金子（明立大学病院 入院患者・元ホームレス） - 古川がん
- 武蔵野ケーブルテレビのスタッフ - 外波山流太
- バー「アルバトロス」バーテン - 松永大輔
- 友永奈緒（友永と麻有子の娘） - 野澤しおり
- 松山（拘留人） - 大賀太郎
- 刑事 - 岩田知幸
- 製薬会社MR - 松木研也
- 小学生 - 浅川大治
- オペの器械出しナース - 羽村純子
- 篠原勉（玉蔵病院で死亡した患者） - 保谷和明
- 武蔵野ケーブルテレビのカメラマン - 佐藤太助
- 武蔵野ケーブルテレビのスタッフ - 安藤理樹
- 駅員 - 長島竜也
- 拘置所拘禁者 - 川守田政人
- 留置場警察官 - 石田尚巳
- 友永孝の母 - 一丞ハルミ
- 留置場警察官 - 佐藤誠
- バー「アルバトロス」バーテン - ダニエル
- 弓削将司（玉蔵病院 事務局長） - きたろう
- 玉蔵重成（玉蔵病院 院長） - 益岡徹
- 鶴見和也、窪寺昭、岡田卓也、中瀬古健、小田竜世、佐藤まんごろう、今野ゆか、本田祐介、沓名環希

第2作
- 龍野真一（ガイナス不動産 社長・オレオレ詐欺の金主） - 要潤
- 立花康平（明立大学 4年生・オレオレ詐欺の受け子） - 佐藤寛太
- 町田ミカコ（キャバクラ「EGOISTE」ホステス） - 堀田茜
- 立花健作（康平の父・2年前自殺） - 梨本謙次郎
- 立花雅恵（康平の母） - 舟木幸
- 門脇太（貴金属のディーラー・オレオレ詐欺の番頭） - 谷田歩
- 鴨下勝彦（警視庁武蔵野中央警察署刑事課・警部補） - 大西武志
- 井上一馬（警視庁武蔵野中央警察署刑事課・警部） - 吉満寛人
- 荒山誠（キャバクラ「EGOISTE」店長・元岸輪会の組員） - 小野ゆたか
- 布川俊夫（警視庁武蔵野中央警察署羽野南交番・巡査部長） - 庄野崎謙
- 藤井修二（キャバクラ「EGOISTE」黒服） - スチール哲平
- 佐野浩一（警視庁武蔵野中央警察署刑事課） - 玉熊直人
- 近藤大吉（弁護士） - 下村彰宏
- 町田京子（ミカコの亡き父の姉） - 澤純子
- 室井花子（賃貸マンションの持ち主） - おぎのきみ子
- 五丁目のマンションの住人 - 島邑みか
- 裁判官 - 岩本淳
- 龍野の運転手 - 三木秀甫
- 刑事 - 野々山郁也
- 松坂志乃（居酒屋「志乃」店主） - 森口瑤子

### スタッフ
- 原作 - 福澤徹三『白日の鴉』（第1弾）、『晩夏の向日葵 弁護人 五味陣介』（第2弾）（ともに光文社文庫刊）
- 脚本 - 吉本昌弘
- 演出 - 土方政人（共同テレビジョン）
- 音楽プロデュース - S.E.N.S. Company
- メインテーマ  - 山崎泰之
- チーフプロデューサー - 佐藤凉一 （テレビ朝日）
- プロデューサー - 服部宣之（テレビ朝日）、高橋萬彦（共同テレビジョン）、高丸雅隆（第1弾、共同テレビジョン）、水野綾子（第2弾、共同テレビジョン）
- 制作 - テレビ朝日、共同テレビ→共テレ

### 放送日程
| 話数 | 放送日        | サブタイトル | 原作                             | 脚本     | 演出     |
| ---- | ------------- | --- | -------------------------------- | -------- | -------- |
| 1    | 2018年1月11日 | 伊藤淳史×遠藤憲一×寺尾聰！ 立場の違う3人の男が痴漢冤罪という有罪率99.9%の壁に挑む異色作を完全ドラマ化！ 事件の裏に隠された深い闇…3人を待ち受ける衝撃の結末！    | 「白日の鴉」                     | 吉本昌弘 | 土方政人 |
| 2    | 2020年5月10日 | 「オレだよ、オレ」。 一本の電話から始まった振り込め詐欺事件。そして交錯する殺人事件… 弱者を襲う卑劣な事件の裏に隠された深い闇に、熱血交番巡査と老弁護士が挑む!! | 「晩夏の向日葵 弁護人 五味陣介」 | 吉本昌弘 | 土方政人 |